# Stefan Leszczyński
Stefan Leszczyński herbu Wieniawa (ur. ok. 1644, zm. 1722), starosta ostrzeszowski w latach 1697–1716, starosta kowelski, wojewoda kaliski w latach 1712–1720, pułkownik królewski w 1689 roku. Poseł sejmiku średzkiego na sejm nadzwyczajny 1688/1689 roku.
Był elektorem Augusta II Mocnego w 1697 roku z województwa kaliskiego. Jako poseł ziemi wieluńskiej był uczestnikiem Walnej Rady Warszawskiej 1710 roku.
W 1717 roku został wyznaczony senatorem rezydentem. W 1715 roku odznaczony Orderem Orła Białego.